# かあさんの歌
- かあさんの歌[1]
- かあさんのうた[1]
- 母さんの歌[1]

かあさんの歌（かあさんのうた）は、窪田聡作詞・作曲の歌謡曲。

## 解説
作詞・作曲者の窪田聡は、1954年（昭和29年）に開成高校を卒業した後、合格していた早稲田大学に進学せず、文学を志して家出。埼玉県でうたごえ運動の中心として活動した。
この歌は1956年（昭和31年）2月、窪田20歳の時に『うたごえ新聞』にて発表されたもので、家出当時、次兄を通じて居所を知った母から届いた小包の思い出や、戦時中に疎開していた長野県長野市の旧信州新町地区の情景を歌詞にしたものとされる。
うたごえ運動を通じて全国の歌声喫茶に広まったほか、劇団わらび座の舞台でも歌われた。さらに、ダークダックスやペギー葉山によって取り上げられて大ヒットし、NHKの『みんなのうた』でも放送されてより広い層に知られるようになった。1965年（昭和40年）以後1980年代に至るまで、音楽の教科書にもたびたび掲載されていた。
1989年、信州新町に『かあさんの歌』の歌碑が建てられた。また、同地区の繊維加工業サンエスケミカルの経営者が「かあさんの歌」の手袋をイメージした商品を開発している。
2007年（平成19年）には、文化庁と日本PTA全国協議会が選定した日本の歌百選に選ばれている。

## レコーディングした歌手
- ペギー葉山
- ダークダックス
- 倍賞千恵子
- 岩崎宏美
- サエラ
- グッチ裕三とグッチーズ
- 木山裕策 - 2020年、アルバム『月 美しき日本の抒情歌』収録
- 三山ひろし - 2021年、アルバム『こころの歌~三山ひろし叙情歌を唄う~』収録